# High Bullough Reservoir
Das High Bullough Reservoir ist ein Stausee östlich von Chorley, in Lancashire, England. Der Stausee wurde 1850 von John Frederic Bateman für die Chorley Waterworks Company gebaut. 1856 wurde der Stausee von der Stadt Liverpool übernommen, als diese die Wasserversorgung von Chorley übernahm. Der Stausee hat einen unbenannten Zufluss an seiner Nordostseite. An seiner Südwestseite ist er mit dem Anglezarke Reservoir verbunden.